# Kazimierz Chałupnik
Kazimierz Chałupnik (ur. 10 lipca 1903 w Nowym Sączu, zm. 1977 w Krakowie) – polski pilot.

## Życiorys
Absolwent Państwowej Szkoły Przemysłowej w Krakowie, odbył służbę wojskową w 2 Pułku Lotniczym w Krakowie. W 1931, wraz z bratem Wiktorem, uzyskał pierwsze miejsce na II Zlocie Podhalańskim Awionetek, na samolocie PZL-5.
Walczył w kampanii wrześniowej, następnie działał w konspiracji. 5 sierpnia 1940 roku został aresztowany w Krzeszowicach i osadzony w więzieniu Montelupich. 9 czerwca 1941 został osadzony w obozie w Auschwitz, otrzymał numer obozowy 17183. Działał w obozowym ruchu oporu, następnie 13 marca 1943 roku przeniesiony do obozu Sachsenhausen-Oranienburg, pracował w zakładach lotniczych Heinkla w Waldschanke, był uczestnikiem akcji sabotażowych. Został uwolniony przez wojska amerykańskie 2 maja 1945 roku podczas marszu ewakuacyjnego z tej fabryki .
Powrócił do kraju, w 1946 roku brał udział w reaktywacji Aeroklubu Krakowskiego. Do 1969 roku pracował w Departamencie Lotnictwa Cywilnego. Odznaczony Krzyżem Kawalerskim Orderu Polonia Restituta. Został pochowany na cmentarzu Podgórskim (kwatera VII-1-5). Upamiętniono go poprzez nadanie jego imienia jednej z ulic w Krakowie .

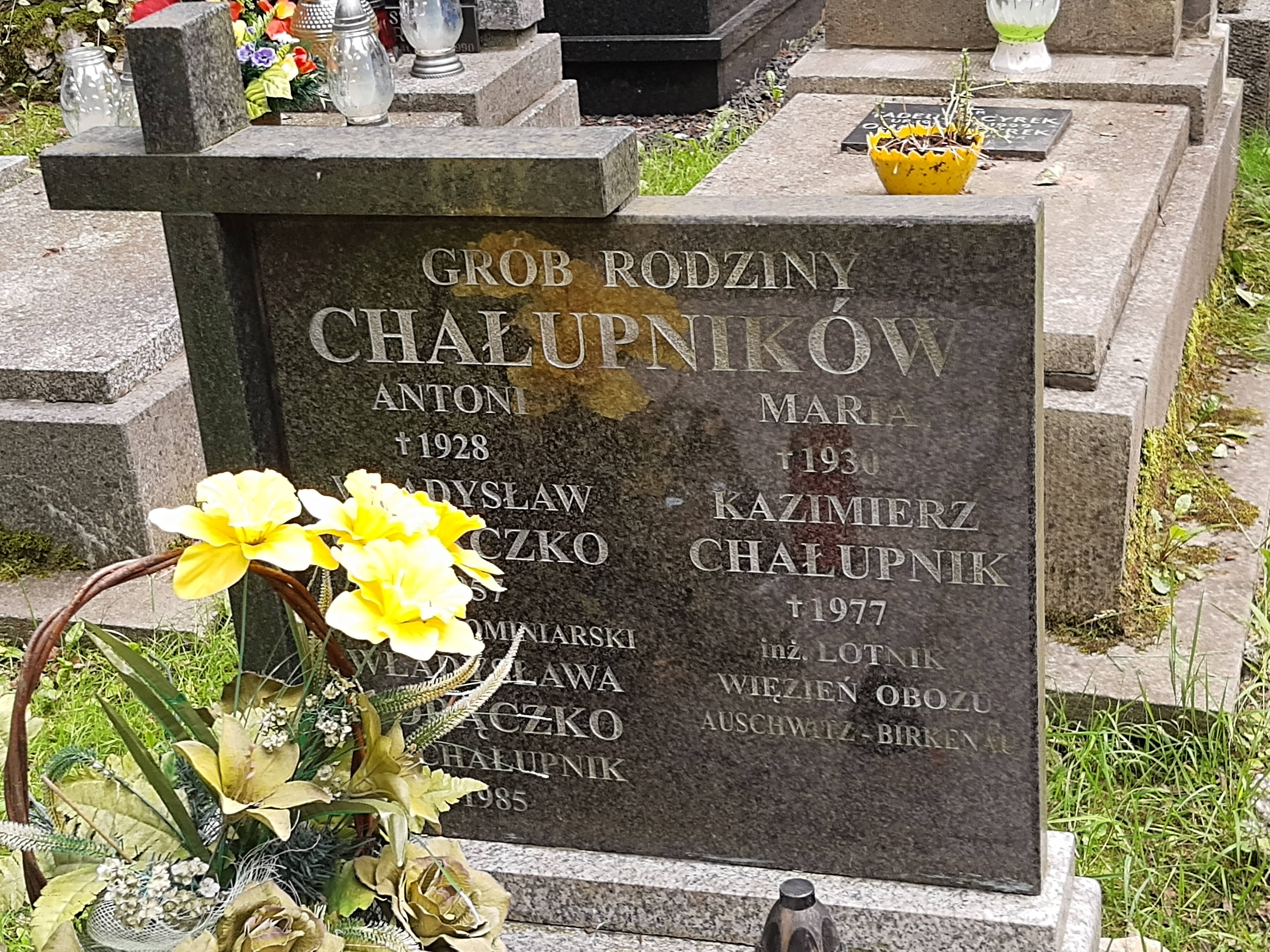
Grób Kazimierza Chałupnika na Cmentarzu Podgórskim